# Roland Geyer
Roland Geyer (* 29. Dezember 1952 in Wien) ist ein österreichischer Kulturmanager und Opernintendant. Von 2006 bis Ende der Spielzeit 2021/22 war er Intendant des Theaters an der Wien. Seit August 2022 leitet er als Intendant und künstlerischer Geschäftsführer die neue Johann.Strauß-Festjahr 2025 GmbH und kreiert, plant und organisiert für die Stadt Wien einen ganzjährigen musikalischen Festreigen zum 200. Geburtstag von Johann Strauss (Sohn).

## Leben
Geyer studierte Technische Mathematik & Wirtschaftsmathematik (Diplomingenieur) an der TU Wien und Sportwissenschaften & Sportmanagement an der Universität Wien. Ab 1977 war er fünf Jahre lang als EDV-Analytiker in einer Computerfirma und als EDV-Lehrer am Wiener Wirtschaftsförderungsinstitut (Wifi) tätig. Geyer schrieb auch vier Lehrbücher über Software-Design und Programmierung. Danach nahm er am Studiengang Musikmanagement an der Universität für Musik und darstellende Kunst Wien teil und wurde 1982 Leiter des städtischen Kultur- und Sportwesens von Amstetten. 1983 gründete er die Amstettener Sommerfestspiele.

### Jeunesse Musicale Österreich
Von 1987 bis 1996 war Geyer Generalsekretär der Jeunesse Musicale Österreich und organisierte in dieser Zeit mit rund sechzig Mitarbeitern rund 3.000 Konzerte österreichweit. In dieser Zeit reorganisierte er sehr erfolgreich das gesamte Abonnementsystem und setzte die notwendigen Impulse, um die Besucherstruktur zu verdichten. 1987 gründete er gemeinsam mit dem Dirigenten Manfred Honeck das Wiener Jeunesse Orchester und 1990 rief er das jährliche internationale Herbstfestival der „Jeunesse“ in Wien ins Leben. Daneben war er als Kuratoriumsmitglied der Jeunesses Musicales International tätig, von 1995 bis 1997 auch als Präsident des „Jeunesses Musicales Weltorchesters“.

### KlangBogen und OsterKlang
Geyer trat 1996 seine Stelle als Musikintendant der Stadt Wien an und leitete das Festivalmanagement der Stadt Wien. Er war für jährlich rund siebzig Veranstaltungen (Konzerte und Musiktheater-Produktionen) verantwortlich. Außerdem fungierte er als Vorstandsmitglied beim Festival Wien Modern, bei den Wiener Symphonikern und beim Gustav Mahler Jugendorchester. Auch die Funktion als Musikintendant absolvierte Geyer zehn Jahre lang: Er verhalf dem Sommerfestival KlangBogen, welches ab 1998 Opernproduktionen im Theater an der Wien zeigte, zu internationaler Anerkennung und gründete 1997 den OsterKlang, ein Festival in der Karwoche, welches spirituellen Werken der Musikliteratur gewidmet war.

### Theater an der Wien
Roland Geyer wurde ab 1. Januar 2004 zum Intendanten des neuen Opernhauses der Stadt Wien bestellt und führte das Theater an der Wien im Mozartjahr 2006 seiner ursprünglichen Bestimmung zu. Als ganzjährig bespieltes, innovatives Stagione-Opernhaus eröffnete das Theater an der Wien eine neue, eigenständige Kategorie im anspruchsvollen Wiener Kulturbetrieb und ist seither das Zentrum für Barockoper und modernes, zeitgemäßes Musiktheater in Wien.
„Wien verkraftet drei Opernhäuser nur, wenn es eine kluge Positionierung gibt“. Dieser Satz Geyers prägte und prägt seine Intendanz des Theaters an der Wien, die er Anfang 2006, im Mozartjahr, übernahm. Einerseits die Staatsoper als täglich spielender Repertoirebetrieb, andererseits die Volksoper als Vierspartenhaus mit Oper, Operette, Musical und Ballett, und zu guter Letzt das Theater an der Wien als Stagione-Opernhaus für ein Musiktheater „offener Grenzen“ mit dem Schwerpunkt auf Barock einerseits, Opern des 20. und 21. Jahrhunderts andererseits. Geyer gelang es, weltbekannte Musiker und Sänger, Regisseure und Ausstatter – wie Nikolaus Harnoncourt, René Jacobs und Edita Gruberová, Plácido Domingo, Cecilia Bartoli, Marlis Petersen sowie Christof Loy, Robert Carsen, Claus Guth, Keith Warner und Christian Lacroix – ans Haus zu verpflichten, errang den Zuspruch des Publikums, der internationalen Presse und der Kollegenschaft.
Unter Geyers Leitung wurden seit 2006 rund 170 verschiedene Opern (von Monteverdi bis zu Uraufführungen) produziert, und das Theater an der Wien wurde erstmals im September 2009 von der Kritikerumfrage der Opernwelt in der Kategorie Opernhaus des Jahres  unter den besten europäischen Opernhäusern auf Platz 2 gereiht. Den Höhepunkt bisher markierte die Produktion Peter Grimes, welche von einer internationalen Jury 2016 (International Opera Awards) zur weltbesten Neuproduktion des Jahres 2015 gekürt wurde. Neben den szenischen Opernproduktionen gelangten bis dato rund 150 Konzerte zur Aufführung, weiters unzählige Sonderprojekte (Gastspiele, Cross-Over-Projekte, Kabarettaufführungen) und Ballett-Produktionen (vorwiegend vom Hamburg Ballett mit Choreographien von John Neumeier, darunter die Ballett-Uraufführung von J.S. Bachs „Weihnachtsoratorium“).
Im Jahr 2010 wurde Roland Geyers Intendanzvertrag zunächst bis 2016, danach bis 31. August 2020 und ein weiteres Mal bis 31. August 2022 verlängert.

„Außerdem muss man auch dem Rechnung tragen, was im Theater an der Wien passiert. Das ist in der letzten Zeit wirklich beachtlich.“

Seit September 2012 steht auch die Wiener Kammeroper unter Geyers Gesamtleitung. Als Präsident des Vereins Kammeroper ist er seither letztverantwortlich für das künstlerische Programm und die Finanzen. Einhergehend mit der Bespielung, welche eine Ergänzung des vielfältigen Angebotes des Theater an der Wien darstellt, wurde auch ein Junges Ensemble des Theater an der Wien (genannt JET), bestehend aus sechs Sängern, gegründet, welche in der Kammeroper in großen Rollen und im Theater an der Wien in kleineren Partien ihren hohen Standard unter Beweis stellen können.
Im Juli 2012 hat sich Geyer auch erstmals als Regisseur einer Opernproduktion (Les Contes d’Hoffmann) im Theater an der Wien präsentiert. Weitere eigene Inszenierungen waren Hans Heiling im September 2015 und Macbeth (mit Plácido Domingo in der Titelrolle) im November 2016.
Unter Geyers Intendanz wurde seit 2007 auch der Bereich der Musiktheatervermittlung für Kinder und Jugendliche am Theater an der Wien aufgebaut. In den letzten Jahren haben pro Saison rund 5000 Kinder und Jugendliche an verschiedensten Projekten und Workshops mitgewirkt bzw. diese besucht. Preise wie der „Junge Ohren Preis“, welcher in den Jahren 2007 und 2020 an das Theater an der Wien verliehen wurde sowie die Nominierung bei den International Opera Awards 2020 für das beste Gesamtkonzept der Saison 2018/19 im Bereich Musiktheatervermittlung unterstreichen die herausragende Qualität dieses so wichtigen Bereiches der Nachwuchsförderung. Ein wesentlicher und wertvoller Partner in der Unterstützung der Arbeit für Kinder und Jugendliche war dabei von Beginn an der Verein „Freunde Theater an der Wien“, der im Jahre 2007 unter seiner Federführung gegründet wurde.
Mit Ende der Spielsaison 2020/21 legte Geyer seine Funktionen im Theater an der Wien und in der Kammeroper zurück. In 16 Jahren Intendanz hatte er 256 verschiedene Produktionen auf die Spielpläne der beiden Häuser gebracht.
Im April 2013 wurde Roland Geyer als Mitglied in den fünfköpfigen Universitätsrat der Universität für Musik und darstellende Kunst Wien gewählt und im Frühjahr 2018 bis 2023 verlängert.
Im November 2020 wurde er zum Vorsitzenden des Vorstands der Volkstheater-Privatstiftung bestellt und im Oktober 2021 auch zum Vorsitzenden des Aufsichtsrates der Volkstheater GesmbH bestimmt. Seit Jänner 2022 ist Roland Geyer auch Aufsichtsrat beim Orchester Wiener Symphoniker.

## Lehrtätigkeit
Seit 1978 unterrichtet Geyer an der HTL Wien X (Höhere Technische Lehranstalt) Mathematik und Angewandte Mathematik.

## Familiäres
Roland Geyer ist mit der ehemaligen Opernsängerin Gabriela Bone-Geyer (1967) verheiratet.

## Auszeichnungen
- 1995 Ordre des Arts et des Lettres
- 2001 Österreichisches Ehrenkreuz für Wissenschaft und Kunst
- 2009 Silbernes Ehrenzeichen für Verdienste um das Land Wien
- 2014 Verleihung des Berufstitels Professor
- 2022 Großes Silbernes Ehrenzeichen für Verdienste um die Republik Österreich[6][7]